# Schwarzmooskogel-Höhlensystem
Das nur für Höhlenforscher zugängliche Schwarzmooskogel-Höhlensystem befindet sich im steirischen Teil des Toten Gebirges im Gebiet des Loser bei Altaussee.

## Ausmaße des Höhlensystems
Dieses Riesenhöhlensystem setzt sich aus 17 Einzelhöhlen zusammen, wurde auf eine Länge von über 130 km (136.074 m) (Stand August 2020) vermessen und ist somit die zweitlängste Höhle in Österreich. Die Gesamttiefe beträgt 1125 m (Stand August 2020).

## Befahrungsgeschichte
Die Schwarzmooskogel-Eishöhle wurde 1929 von Ausseer Forschern entdeckt und 1938 mit der Erforschung begonnen. Die Stellerweghöhle wurde 1940 entdeckt und ab 1953 vermessen.
1976 beginnen Mitglieder des Cambridge University Caving Club (CUCC) mit ihren Forschungen und entdecken
1980 die Schnellzughöhle und den Schwabenschacht, die sie zusammen mit Mitgliedern der Arbeitsgemeinschaft Höhle und Karst Grabenstetten e. V. (ArGe) in den Folgejahren vermessen.
1983 entdeckten Höhlenforscher der Forschungsgruppe Höhle und Karst Franken e. V. (FHKF) aus Nürnberg und des Vereins für Höhlenkunde in München e. V. (VHM) eine der größten eisführenden Hallen Europas: Die ca. 130 m lange, ca. 90 m breite und bis zu 60 m hohe Schneevulkanhalle weist einen ca. 50 m hohen Schneekegel, 15 m hohe Eisstalagmiten und bis zu 10 m lange Eiszapfen auf.
Seit den achtziger Jahren wurden weitere Höhlen und Schächte entdeckt und teilweise miteinander verbunden.